# Hans Schlange (Mediziner)
Hans Schlange (* 17. November  1856 auf Rittergut Schwaneberg, Uckermark; † 1922) war ein deutscher Chirurg.

## Leben
Schlange studierte an der Georg-August-Universität Göttingen Medizin und wurde 1876 im Corps Bremensia recipiert, klammerte er einmal die Zweite und dreimal die Erste Charge. Als Inaktiver wechselte er an die Christian-Albrechts-Universität zu Kiel. 1880 wurde er in Göttingen zum Dr. med. promoviert. Die chirurgische Fachausbildung durchlief er 1881–1885 bei Friedrich von Esmarch. 1886 wechselte er für acht Jahre an die Charité zu Ernst von Bergmann, bei dem er sich habilitierte. 1889–1894 war er außerdem dirigierender Arzt des Paul-Gerhardt-Stifts. 1895 erhielt er den Professorentitel. Zum 1. Oktober 1894 ging er als dirigierender Oberarzt (= Chefarzt) an Hannovers Städtisches Krankenhaus I. Zwei Schöninger Neffen waren Ernst Schlange und Hans Schlange-Schöningen.

## Schriften
- Über Ostitis albuminosa.
- Sterile Verbandstoffe.
- Über den Ileus, Sammlung klinischer Vorträge, N.F., 101. Breitkopf & Härtel, Leipzig 1894.
- Prognose der Actinomycose.
- Behandlung der Blasenspalte.
- Solitäre Knochencysten.
- Über Kiemenspalten.
- Über Prostatahypertrophie. Arch klin Chir 37 (1888), S.  769–776.
- Über Perityphlitis.
- Über die Zerreißung der Harnblase.